# Johannes Lencker

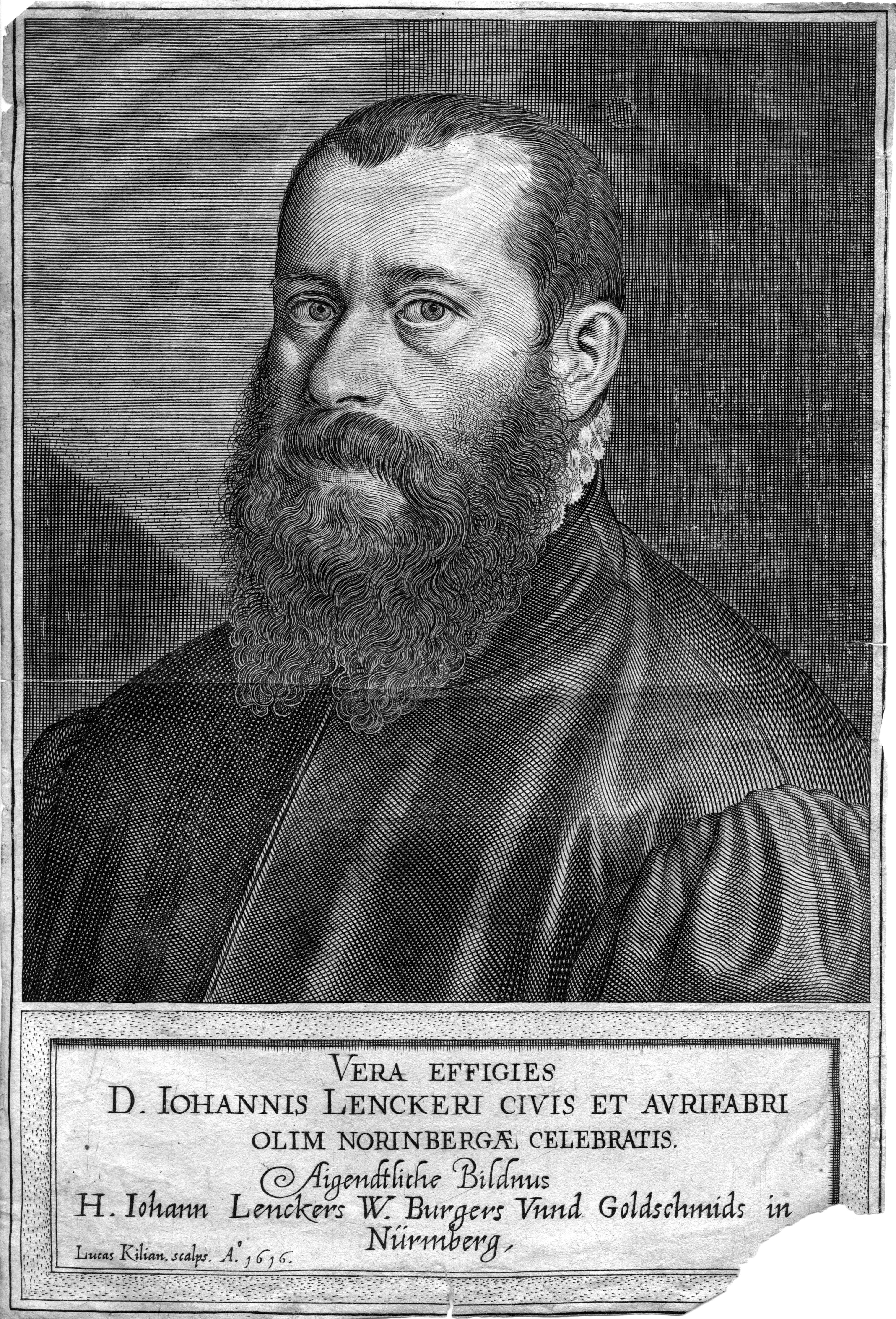
Johannes Lencker

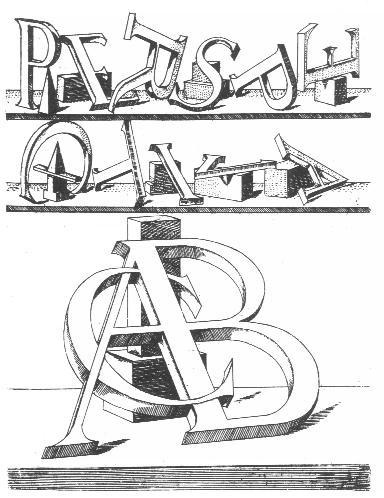
Johannes Lencker: Perspectiva Literaria, 1567, Titelbild

Johanns Lencker d. Ä. (auch Hans Leucker; * 1523; † 28. November 1585 in Nürnberg) war ein Goldschmied und Grafiker. Gemeinsam mit Wenzel Jamnitzer und Lorenz Stöer zählt er zu den drei Nürnberger Meistern, die sich mit der perspektivischen Darstellung beschäftigen.

## Leben
Johannes Lencker war ab 1550 Meister, ein Jahr später Bürger von Nürnberg. 1557 entwarf er die Perspectiva literaria, eine Serie von 12 Kupferstichen mit perspektivischen Darstellungen der Buchstaben und 9 weiteren Stichen mit „mathematischen“ Objekten, die im Jahr 1567 von dem Nürnberger Steinschneider und Goldschmied Mathias Zündt realisiert wurden. 1572 ging er zu Kurfürst Christian an den sächsischen Hof, wo er bis 1576 blieb. Dazwischen führte er 1574 auch Arbeiten für die Höfe Bayerns und Hessens aus. Ein Gebetbuch des Kaisers Maximilian ist mit Silberarbeiten von Johannes Lencker verziert. Das Buch befindet sich heute in der Bayerischen Staatsbibliothek in München. 1575 wurde Lencker Stadtrat in Nürnberg, wo er am 28. November 1585 starb.

## Familie
In der Literatur werden einige Mitglieder der Familie Lencker als Goldschmiede am Ende des 16. Jahrhunderts genannt. Johannes Lenckers gleichnamiger Sohn (1573–1637) wurde ein bekannter Goldschmied. Der ältere Bruder von Johannes d. J., Christoph Lencker (1556–1613), wurde 1575 in die Augsburger Gilde eingeschrieben. Er gilt als einer der bedeutendsten deutschen Goldschmiede des ausgehenden 16. Jahrhunderts. Christophs Sohn Zacharias (gestorben 1612) wurde ebenfalls bekannter Goldschmied. Elias Lencker (gestorben 1591), Bruder von Johannes Lencker d. Ä., war ebenso ein bedeutender Goldschmied, der oft mit Email arbeitete.